# Aachener Zeitung

Ehemaliges Logo der Website

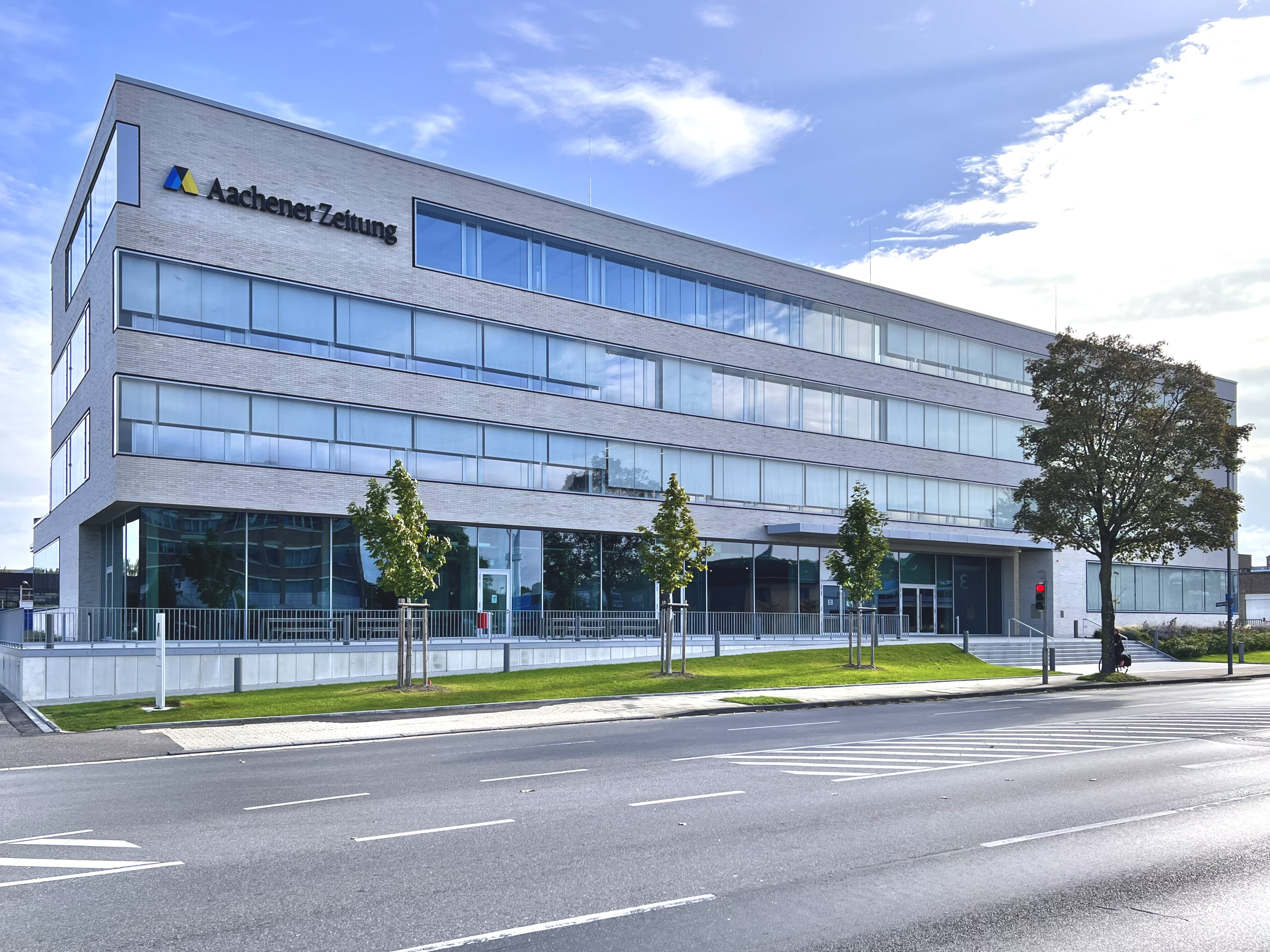
Neubau des Zeitungsverlags Aachen an der Dresdener Straße

Die Aachener Zeitung (AZ) ist eine in Aachen beim Mediahuis Aachen erscheinende Tageszeitung. Ihre verkaufte Auflage aller Ausgaben beträgt 61.876 Exemplare, ein Minus von 62,2 Prozent seit 1998. Die 1946 gegründete Zeitung wurde 2023 mit den Aachener Nachrichten vereinigt und wird im Rheinischen Format gedruckt.

## Geschichte
Im November 1945 begann die Informationsabteilung der britischen Militärverwaltung mit der Planung einer christdemokratischen Zeitung für den Bezirk Aachen. Die CDU-Politiker Albert Maas und Johannes Ernst übernahmen die Initiative und konnten dafür Jakob Schmitz gewinnen, den ehemaligen Verlagsleiter des Volksfreunds. Als Redaktionsleiter bestimmten die Briten den Journalisten und CDU-Politiker Josef Hofmann.
Am 22. Februar 1946 erschien die Aachener Volkszeitung erstmals. Die Auflage betrug 53.000 Exemplare. Sie war die erste freie Zeitung in Nachkriegsdeutschland, während das Schwesterblatt, die Aachener Nachrichten, bereits seit Anfang 1945 nach der Besetzung Aachens durch die Amerikaner erschien. Die erste Ausgabe wurde am 24. Januar 1945 veröffentlicht. Die Auflagenzahl unterlag dem Reglement der Besatzer und wurde bis Ende 1946 auf 99.600 Exemplare angehoben. Bis zum 1. September 1949 erschien die Zeitung zwei- bis dreimal wöchentlich, ab diesem Datum werktäglich. Die Aachener Nachrichten tragen die historische Lizenznummer 1.
Seit dem 6. März 1996 heißt sie Aachener Zeitung.
Im September 2022 verkündete der Verlag, zu Beginn des Jahres 2023 die Aachener Zeitung und die Aachener Nachrichten zu einer Zeitung unter dem Namen Aachener Zeitung zu verschmelzen.

## Auflage
Die Auflage der Aachener Zeitung wurde bis 2023 gemeinsam mit den Aachener Nachrichten ausgewiesen. Die verkaufte Auflage ist in den vergangenen 10 Jahren um durchschnittlich 5,6 % pro Jahr gesunken. Im vergangenen Jahr hat sie um 9,4 % abgenommen. Sie beträgt gegenwärtig 61.876 Exemplare. Der Anteil der Abonnements an der verkauften Auflage liegt bei 87,7 Prozent.
| 1998   | 1999   | 2000   | 2001   | 2002   | 2003   | 2004   | 2005   | 2006   | 2007   | 2008   | 2009   | 2010   | 2011   | 2012   | 2013   | 2014   | 2015   | 2016   | 2017   | 2018  | 2019  | 2020  | 2021  | 2022  | 2023  | 2024  |
| ------ | ------ | ------ | ------ | ------ | ------ | ------ | ------ | ------ | ------ | ------ | ------ | ------ | ------ | ------ | ------ | ------ | ------ | ------ | ------ | ----- | ----- | ----- | ----- | ----- | ----- | ----- |
| 163836 | 164106 | 160410 | 158983 | 155963 | 150980 | 147661 | 142274 | 137527 | 137987 | 134098 | 130261 | 128559 | 127056 | 122795 | 116684 | 112419 | 111043 | 107467 | 102654 | 97266 | 91679 | 88750 | 84953 | 77306 | 69904 | 63304 |

## Redaktion
Chefredakteur der Aachener Zeitung ist seit August 2018 Thomas Thelen. Die Lokalredaktionen wurden in den letzten Jahren personell deutlich ausgedünnt.

## Auszeichnungen
Für besondere journalistische Leistungen wurden Redakteure der Aachener Zeitung und der Aachener Nachrichten mehrfach ausgezeichnet:
- Medienpreis Entwicklungspolitik 1997: Manfred Kutsch, Kleine Hände, krumme Rücken.
- Theodor-Wolff-Preis 2007: Marlon Gego, Am Ende der Illusion.
- Die beiden AZ-Redakteure Oliver Schmetz und Stephan Mohne wurden 2010 für den Henri-Nannen-Preis in der Kategorie Investigation nominiert (Berichterstattung zum spektakulären Ausbruch aus der Aachener JVA).
- Die beiden AZ/AN-Redakteure Oliver Schmetz und Stephan Mohne gewannen 2019 den Nannen-Preis in der erstmals verliehenen Kategorie Investigation lokal für ihre Artikelserie zur „Personalrats-Affäre“, mit der sie dubiose Gehälter von Personalräten der Verwaltung der StädteRegion Aachen aufdeckten.
- Beide Zeitungen erhielten mehrfach den European Newspaper Award, zuletzt 2012.

## Lokalausgaben
Die Aachener Zeitung hat mehrere Lokalausgaben, die (teilweise als Kopfblatt) unter folgenden Namen erscheinen:
- Aachener Zeitung (Aachen), Stadt Aachen
- Aachener Zeitung (Alsdorf), Nordkreis Aachen
- Dürener Zeitung (Düren), Kreis Düren, südlicher Teil
- Eifeler Zeitung (Monschau), Altkreis Monschau
- Eschweiler/Stolberger Zeitung (Eschweiler), Städte Eschweiler und Stolberg (Rhld.) (bis 1996 Bote an der Inde)
- Geilenkirchener Zeitung (Geilenkirchen), südlicher Kreis Heinsberg
- Heinsberger Zeitung / Erkelenzer Volkszeitung (Heinsberg), nördlicher Kreis Heinsberg
- Jülicher Zeitung (Jülich), Kreis Düren, nördlicher Teil (Altkreis Jülich)

## Online
Unter der Marke AZ-Web.de betreibt die Zeitung seit 1999 eine Website mit Nachrichten und Berichten aus den Regionen Aachen, Düren, Heinsberg und der Euregio. Dazu wird Aktuelles aus Politik, Wirtschaft, Panorama, Sport, Kultur, Gesellschaft, Wissenschaft, Digital, Auto, Reise, Ratgeber, Gesundheit, Familie und Partnerschaft berichtet, sowie Live-Ticker von Alemannia Aachen, Meinungen und Hintergrund angeboten.